# 155-mm-Howitzer M198
Die M198 ist eine mittelschwere gezogene Haubitze aus US-amerikanischer Produktion. Sie ist die Nachfolgerin des Modells M114.

## Beschreibung
Das Geschütz mit einem Kaliber 155 mm ist vor allem bei leichten Boden- und luftbeweglichen Einheiten in Gebrauch und entspricht dem Joint Ballistics Memorandum of Understanding der NATO. Es kann mit Transporthubschraubern bewegt und per Fallschirm abgeworfen werden. Das Geschütz wird unter anderem von den Streitkräften der USA, Australiens, Indiens, Thailands, Libanons und der Terrormiliz „Islamischer Staat“ (erbeutet von der Irakischen Armee) eingesetzt. In den USA hat 2005 der Austausch gegen das Nachfolgemodell M777 begonnen, der Anfang 2010 größtenteils abgeschlossen war.
Die M198 wiegt 7154 Kilogramm, ist in Transportposition 12,3 Meter lang, 2,8 Meter breit und 1,9 Meter hoch. Als Bedienungsmannschaft sind neun Mann vorgesehen. Die Feuergeschwindigkeit kann für einen kurzen Zeitraum bis zu vier Schuss pro Minute erreichen, bei länger aufrechterhaltenem Feuer zwei Schuss pro Minute.

### Munition
Die M198 verwendet getrennt geladene Munition mit variablen Treibladungsbeuteln (Zonenladungen), das heißt, das Geschoss und die Treibladung werden nacheinander geladen. Verwendet können z. B. NATO-Standard-Treibladungen wie M3A1 (Zonen 3, 4 und 5), M4A2 (Zonen 3, 4, 5, 6 und 7), M119A1 (Zone 8), oder M203 (Zone 9). Mit der M198 können die folgenden Geschosse aus dem U.S. Arsenal verschossen werden:
| Name            | Geschosstyp                          | Gewicht   | Füllung                              | {\displaystyle v_{0}} | Schussdistanz |
| --------------- | ------------------------------------ | --------- | ------------------------------------ | --------------------- | ------------- |
| M107            | Sprenggranate                        | 46,7 kg   | 6,6 kg TNT                           | 684 m/s               | 18,1 km       |
| M449            | Cargogeschoss                        | 43,1 kg   | 60 M43-Splitter-Bomblets             | 563 m/s               | 16,1 km       |
| M483            | Cargogeschoss                        | 46,5 kg   | 64 M42 & 24 M46-Hohlladungs-Bomblets | 660 m/s               | 17,5 km       |
| M485            | Leuchtgeschoss                       | 41,7 kg   | Leuchtkörper                         | 684 m/s               | 18,1 km       |
| M549 HERA       | Sprenggranate mit Raketenantrieb     | 43,5 kg   | 7,3 kg Composition B                 | 826 m/s               | 30,1 km       |
| M692 ADAM       | Cargogeschoss                        | 46,5 kg   | 36 M72-Antipersonenminen             | 660 m/s               | 17,7 km       |
| M712 Copperhead | Präzisionsgelenkte Artilleriegranate | 62,4 kg   | 6,7 kg Composition B                 | 577 m/s               | 16,4 km       |
| M718 RAAMS      | Cargogeschoss                        | 46,7 kg   | 9 M70/73-Panzerabwehrminen           | 660 m/s               | 17,7 km       |
| M731 ADAM       | Cargogeschoss                        | 46,5 kg   | 36 M67-Antipersonenminen             | 660 m/s               | 17,7 km       |
| M741 RAAMS      | Cargogeschoss                        | 46,7 kg   | 9 M70/73-Panzerabwehrminen           | 660 m/s               | 17,7 km       |
| M795            | Sprenggranate mit Hohlboden          | 46,7 kg   | 10,8 kg TNT/IMX-101                  | 797 m/s               | 22,7 km       |
| M825            | Rauch/-Brandgranate mit Hohlboden    | 46,7 kg   | 5,8 kg Weißer Phosphor               | 797 m/s               | 22,6 km       |
| M864            | Cargogeschoss mit Base-Bleed         | 46,3 kg   | 48 M42 & 24 M46-Hohlladungs-Bomblets | 830 m/s               | 30,4 km       |
| M898 SADARM     | Suchzünder-Munition                  | unbekannt | 2 Suchzünder-Streumunition           | unbekannt             | 22,5 km       |
| M982 Excalibur  | Präzisionsgelenkte Artilleriegranate | 48 kg     | 22 kg PBX                            | unbekannt             | 30–40 km      |

Neben den oben genannten Geschossen kann die M198 auch die ältere Munition des Vorgängermodells M114 verschießen. Während des Kalten Kriegs standen für die M198 auch Geschosse vom Typ M104, M121, M122, M631 und M697 mit den Chemischen Kampfstoffen HD, GB, CS und VX bereit. Weiter stand für die M198 auch das Geschoss W48 mit Nukleargefechtskopf (0,1 kT) zur Verfügung.

## Nutzerstaaten
Daten aus
- Australien – 36
- Bahrain – 32
- Ecuador – 12
- El Salvador – 12
- Honduras – 12
- Irak – 156
- Libanon – 218
- Marokko – 26
- Pakistan – 148
- Saudi-Arabien – 159
- Somalia – 18
- Thailand – 116
- Tunesien – 57
- Vereinigte Arabische Emirate – 12
- Vereinigte Staaten – 1292